# Stan Mayhew
Stan Mayhew (Washington, 16 ottobre 1955) è un ex cestista statunitense, professionista in Italia.

## Carriera
Venne selezionato dagli Indiana Pacers al terzo giro del Draft NBA 1977 (51ª scelta assoluta).